# Ogilvie Reef
Ogilvie Reef är ett rev på Stora barriärrevet i Australien.   Det ligger öster om Kap Yorkhalvön i delstaten Queensland. 